# Њубург (Индијана)
Њубург (енгл. Newburgh) град је у америчкој савезној држави Индијана.

## Демографија
По попису из 2010. године број становника је 3.325, што је 237 (7,7%) становника више него 2000. године.
| Група             | 2000.         | 2010.         |
| Белци             | 2.994 (97,0%) | 3.094 (93,1%) |
| Афроамериканци    | 36 (1,2%)     | 48 (1,4%)     |
| Азијати           | 11 (0,4%)     | 65 (2,0%)     |
| Хиспаноамериканци | 18 (0,6%)     | 67 (2,0%)     |
| Укупно            | 3.088         | 3.325         |